# Benoist Apparu
Benoist Apparu (ur. 24 listopada 1969 w Tuluzie) – francuski polityk i samorządowiec, parlamentarzysta, sekretarz stanu i minister podległy ministrowie ekologii.

## Życiorys
Z wykształcenia prawnik, uzyskał dyplom DESS w zakresie prawa międzynarodowego. W połowie lat 90. zaangażował się w działalność polityczną, pracował jako asystent parlamentarny.
Należał do Zgromadzenia na rzecz Republiki, był m.in. przewodniczącym organizacji młodzieżowej gaullistów. Od 2002 działał w Unii na rzecz Ruchu Ludowego, przekształconej następnie w partię Republikanie. Rok wcześniej został powołany na stanowisko zastępcy mera Châlons-en-Champagne.
W 2007 uzyskał mandat posła do Zgromadzenia Narodowego w departamencie Marna. Poprzedni deputowany z tego okręgu, Bruno Bourg-Broc, który zrezygnował z ubiegania się o reelekcję, został jednocześnie jego zastępcą poselskim. 23 czerwca 2009, po rekonstrukcji rządu François Fillona, Benoist Apparu objął stanowisko sekretarza stanu ds. mieszkalnictwa i polityki miejskiej, rezygnując w konsekwencji z mandatu poselskiego. Pozostał w rządzie również po powołaniu trzeciego gabinetu tego samego premiera 14 listopada 2010. Funkcję rządową pełnił do 15 maja 2012 (od lutego tegoż roku w randze ministra podległego ministrowi ekologii). W wyborach parlamentarnych w tym samym roku uzyskał poselską reelekcję. W 2014 wybrany na mera Châlons-en-Champagne (reelekcja w 2020).